# Erstes Gesetz der Geographie
Das Erste Gesetz der Geographie wurde vom US-amerikanisch-schweizerischen Geographen Waldo Tobler formuliert. Es besagt, dass „alles mit allem zusammenhängt, aber nähere Sachen stärker, als weiter entfernte“.

„Everything is related to everything else, but near things are more related than distant things.“

Das Konzept wurde erstmals im Jahr 1969 während einer Sitzung der Internationalen Geographischen Union präsentiert, woraufhin es im Jahr 1970 veröffentlicht wurde. Es wird unter anderem in der Geostatistik für Interpolationsverfahren wie die Inverse Distanzwichtung und das Kriging genutzt.